# Tokihiro Nakamura
Tokihiro Nakamura (中村 時広, Nakamura Tokihiro) est un homme politique japonais, né le 25 janvier 1960 à Matsuyama.
Il est élu au poste de gouverneur de la préfecture d'Ehime en 2010.